# Молочные реки, кисельные берега
Молочные реки, кисельные берега — вымышленная земля в русских сказках. Польский аналог Kraj Kròla Goždzika, немецкий — Schlaraffenland, голландский — Luilekkerland, французский — Pays de Coquaigne, английский — The Land of Cockaigne.

## Шлараффенланд

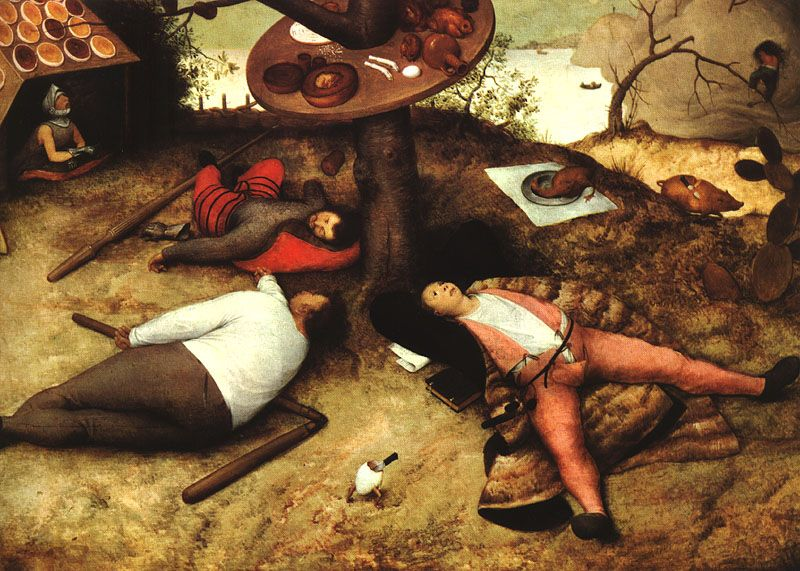
Страна лентяев, Питер Брейгель Старший

Шлараффенланд, Шлараффия (нем. Schlaraffenland, нидерл. Luilekkerland) — вымышленная земля в немецких сказках, где живут лентяи, дословно — «страна ленивых обезьян» (от ср.-в.-нем. sluraff — «лентяй», Affe — «обезьяна» и Land — «земля»).
Описывается как страна, где всего в избытке — земля с молочными реками и кисельными берегами, в которой звери бегают и летают жареными, дома сделаны из пряников, вместо камней повсюду лежит сыр. Наслаждения являются добродетелью обитателей страны, а упорная работа и прилежание — грехом. У кого старая жена, тот может послать её к колодцу омоложения и она вернется назад снова молодой.
Идея впервые появилась как пародия на рай в сатирической поэме Себастьяна Бранта «Корабль дураков», созданной в 1494 году, однако ещё в V веке до н. э. подобные идеи присутствовали у поэтов Телеклеида и Ферекрата.

## Кокань

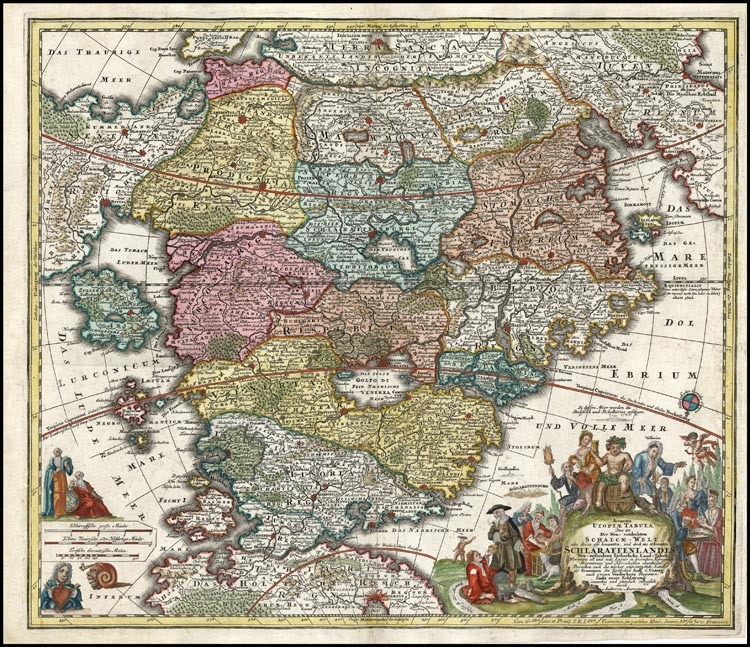

Кокань (фр. Pays de Cocagne) — мифическая страна изобилия и безделья во французской и английской литературе XII—XIII веков. Страна винных рек, где за труд наказывают, а за безделье платят жалование. В ней всё наоборот — пироги сами растут на деревьях, и надо лишь лечь под дерево и открыть рот, чтобы пообедать.
Известна по французскому фаблио и английской поэме, восходящих, возможно, к общему фольклорному источнику. Французский медиевист Жак Ле Гофф писал о стране Кокань как о «единственной средневековой утопии», по его мнению «потерянный рай страны Кокань — средневековая и народная форма элитного золотого века античной философии».

### Происхождение названия
Есть две версии происхождения названия — романская и германская. Э. К. Йодер изучила этимологию слова «cockaygne», основываясь на средневековой английской поэме «Страна Кокейн» (ок. 1305—1325), и пришла к выводу, что оно происходит от древнеирландского «cucainn» (кухня, продовольственный паек, сладкий пирог).

### Использование в литературе
Название «Кокань» первоначально могло обозначать и «везение», и «съедобную страну» и использоваться для высмеивания чего-либо (например, Клюнийского аббатства). Однако с течением времени оно приобретало все более гротескно-символический смысл. Так, во французском фабльо XIII века «Cockagne» — пародии на идею острова Авалон, «земного рая», или на известном полотне Питера Брейгеля Старшего «Страна Кокань» (русское название «Сад наслаждений») — метафора обжорства и лености.
Мечта о жизни, протекающей в пирах и обжорстве, лежит также в основе преданий о сказочной стране Шлараффенланд («Страна безделья»), где жареные птица и мясо сами падают в рот счастливому сонному бездельнику. Карло Гинзбург отмечает сходство страны Кокань с описанием рая в поэме анонимного итальянского поэта XVI века:
Одна река течет сладчайшим мёдом,

Вторая — жидким сахаром, а третья —

Амброзией, четвёртая ж — нектаром.

Где пятая — там манна, а в шестой —

Чудесный хлеб, во рту он просто тает

И мёртвого способен воскресить.

Один благочестивый человек

Сказал, что в хлебе познаём мы Бога.

В седьмой — благоуханная вода,

Восьмая — масло, белое как снег,

В девятой — дичь, отменная на вкус —

Такую и в раю подать не стыдно,

Десятая — молочная река.

На дне у рек сверкают самоцветы,

По берегам же лилии цветут,

С фиалками и розами обнявшись.